# Copa da Escócia de 1885–86
A Copa da Escócia de 1885-86 foi a 13º edição do torneio mais antigo do futebol da Escócia. O campeão foi o Queen's Park F.C., que conquistou seu 8º título na história da competição ao vencer a final contra o Renton F.C., pelo placar de 3 a 1.

## Premiação
| Copa da Escócia de 1885-86            |
| Escócia                               |
| ------------------------------------- |
| Queen's Park F.C. Campeão (8º título) |